# Virming
Virming là một xã trong vùng Grand Est, thuộc tỉnh Moselle, quận Château-Salins, tổng Albestroff. Tọa độ địa lý của xã là 48° 56' vĩ độ bắc, 06° 45' kinh độ đông. Virming có điểm thấp nhất là 221 mét và điểm cao nhất là 266 mét. Xã có diện tích 10,77 km², dân số vào thời điểm 1999 là 284 người; mật độ dân số là 26 người/km².

## Thông tin nhân khẩu
| 1962 | 1968 | 1975 | 1982 | 1990 | 1999 |
| ---- | ---- | ---- | ---- | ---- | ---- |
| 276  | 293  | 290  | 278  | 307  | 284  |